# 阿姆雷·卡舒巴耶夫
阿姆雷·卡舒巴耶夫（1888年7月—1934年12月6日）他是哈萨克著名男歌手、音乐家。因为他的歌声，让他在1925年的巴黎音乐会一举获奖、备受赞誉，之后曾出席第四届苏维埃代表大会。